# Это было в Шугле
«Это было в Шугле» — советский фильм 1955 года снятый на Алма-Атинской киностудии режиссёром Мажитом Бегалиным.

## Сюжет
Благодаря стараниям председателя Тельгары Темирбекова колхоз Шугылы экономически окреп, стал передовым в районе. Но успех вскружил ему голову, он зазнался, перестал прислуживаться к мнению колхозников, окружил себя подхалимами, что сказалось на показателях колхоза: падёж скота, снизижение урожайность зерновых. Направленные на работу в колхооз молодой агроном Бахитжан и ветфельдшер Ксюша идут наперекор председателю, в этом их поддерживает уважаемый колхозник Жанас и секретарь райкома партии Рустемов. Темирбеков, принимая обоснованную и принципиальную критику, искренне признаёт свои ошибки, и колхозники снова избирают его своим председателем

## В ролях
- Идрис Ногайбаев — Тельгара Темирбеков, председатель колхоза
- Кененбай Кожабеков — Бахитжан, агроном
- Олеся Иванова — Ксюша, ветфельдшер
- Бибигуль Тулегенова — Майры, работница радиоузла
- Сабира Майканова — Ажар
- Елубай Умурзаков — Жанас
- Вадим Захарченко — Петро
- Атайбек Жолумбетов — Капан
- Сералы Кожамкулов — бухгалтер
- Шахан Мусин — эпизод
- Камал Кармысов — эпизод
- Суат Абусеитов — эпизод

## Критика
Фильм был назван поверхностным газетой «Казахстанская правда» (1956), киновед Кабыш Сиранов в своей монографии «Киноискусство Советского Казахстана» (1966) раскритиковал фильм, отмечая, что события в фильме рзворачиваются «весьма просто, без каких-либо мотивировок, без раскрытия причин, противоречивых поступков героя, по ранее выработанной схеме».
Ретроспективно этот дебютный фильм режиссёра Мажита Бегалина, хотя и не совершенный в художественном плане, как его более поздние картины, оценивается как способствовавший развитию его режиссерской подписи, зарождению его оригинальных поэтических и художественных решений.
В 2017 году единственная копия фильма была найдена в Госфильмофонде России, и в 2018 году оцифрована.